# Romano Pascutto
(Romano Pascutto)
Romano Pascutto (San Stino di Livenza, 7 luglio 1909 – Treviso, 8 aprile 1982) è stato un poeta e partigiano italiano.

## Biografia
Figlio di una famiglia povera di calzolai e sarti dovette, dopo la ritirata di Caporetto del 1917, trasferirsi a Firenze. Dopo la prima guerra mondiale la famiglia andò ad abitare a Pordenone dove studiò presso un istituto tecnico e incontrò il pittore Armando Pizzinato.
A causa delle sue idee di sinistra e antifasciste venne individuato come sovversivo e quindi emigrò nel 1930 con il fratello Sante in Libia e vi rimase fino al 1942. Al rientro la famiglia aderì alla Resistenza: venne arrestato e condannato. Fuggì dalla prigione per merito di militi fascisti. Nel dopoguerra lavorò a Venezia presso la società di navigazione Tirrenia. Per il PCI fu consigliere, assessore e sindaco (1975-1980) del suo paese natale. Morì per malattia a Treviso l'8 aprile 1982.

## Il poeta, le opere
Secondo Andrea Zanzotto, Pascutto fu un grande poeta dialettale, al pari di Biagio Marin e Giacomo Noventa. Scrisse diverse opere, la maggior parte delle quali raccolte in Opere complete di Romano Pascutto, Venezia, Marsilio, 1990-2010, tra le quali:

### Poesia
- Storia de Nane, Milano, Avanti!, 1963
- Tempo de brumesteghe, Padova, Rebellato, 1971
- Nostro tempo contato, Padova, Rebellato, 1972
- L' angelo di ferro, Padova, Rebellato, 1975
- L'acqua, la piera, la tera; con l'aggiunta di poesie edite dal 1970 al 1980; prefazione di Andrea Zanzotto, Treviso, Matteo, 1982.

### Narrativa
- La lodola mattiniera (Padova, Rebellato, 1977)
- Il Viaggio (Padova, Rebellato, 1977)
- Il pretore delle baracche, Milano, Vangelista, 1973, (racconti)